# Ms. Marvel (seriál)
Ms. Marvel je americký televizní seriál, natočený na motivy postav z komiksů vydavatelství Marvel Comics. Autorkou seriálu, který je součástí franšízy a fikčního světa Marvel Cinematic Universe, je Bisha K. Aliová. Do hlavních rolí jsou obsazeni Iman Vellaniová, Matt Lintz, Yasmeen Fletcher, Zenobia Shroff, Mohan Kapur, Saagar Shaikh, Laurel Marsden a Azhar Usman.
Objednání pořadu oznámily společnosti The Walt Disney Company a Marvel Studios v srpnu 2019. Seriál byl uveden na službě Disney+ 8. června 2022. Natáčení bylo zahájeno v listopadu 2020 a ukončeno bylo v květnu 2021. Premiéru měl seriál 8. června 2022, s tím, že bude dohromady obsahovat šest epizod.

## Obsazení
- Iman Vellaniová jako Kamala Khan / Ms. Marvel
- Matt Lintz jako Bruno Carrelli, nejlepší přítel Kamaly
- Yasmeen Fletcher jako Nakia Bahadir, nejlepší přítelkyně Kamaly
- Zenobia Shroff jako Muneeba Khan, matka Kamaly
- Mohan Kapur jako Yusuf Khan, otec Kamaly
- Saagar Shaikh jako Aamir Khan, starší bratr Kamaly
- Laurel Marsden jako Zoe Zimmer
- Azhar Usman jako Najaf

Dále také Arian Moayed, který si zopakoval svoji roli z filmu Spider-Man: Bez domova, Alysia Reiner, Rish Shah, Fawad Khan, Adaku Ononogbo, Laith Nakli, Nimra Bucha, Travina Springer, Aramis Knight, Anjali Bhimani, Sophia Mahmud a Jordan Firstman. Alyy Khan, Mehwish Hayat, Farhan Akhtar, Asfandyar Khan, Ali Alsaleh, Samina Ahmad a Vardah Aziz byli obsazeni do neznámých rolí.

## Seznam dílů
| Č. v seriálu | Původní název  | Český název       | Režie                        | Scénář                                                                            | Premiéra v USA    |
| ------------ | -------------- | ----------------- | ---------------------------- | --------------------------------------------------------------------------------- | ----------------- |
| 1            | Generation Why | Trable mileniálů  | Adil El Arbi a Bilall Fallah | Bisha K. Ali                                                                      | 8. června 2022    |
| 2            | Crushed        | Vzplanutí         | Meera Menon                  | Kate Gritmon                                                                      | 15. června 2022   |
| 3            | Destined       | Předurčení        | Meera Menon                  | příběh : Freddy Syborn adaptace : Freddy Syborn, A. C. Bradley a Matthew Chauncey | 22. června 2022   |
| 4            | Seeing Red     | Dýky z Karáčí     | Sharmeen Obaid-Chinoy        | příběh : Sabir Pirzada adaptace : Sabir Pirzada, A. C. Bradley a Matthew Chauncey | 29. června 2022   |
| 5            | Time and Again | Tehdy a teď       | Sharmeen Obaid-Chinoy        | Fatimah Asghar                                                                    | 6. července 2022  |
| 6            | No Normal      | Nic není normální | Adil El Arbi a Bilall Fallah | příběh : Will Dunn adaptace : Will Dunn, A. C. Bradley a Matthew Chauncey         | 13. července 2022 |